# Bombardowanie Belgradu (1941)
Bombardowanie Belgradu, także operacja Odwet (niem. Unternehmen Strafgericht) lub operacja Kara (niem. Unternehmen Bestrafung) – niemieckie bombardowanie Belgradu, stolicy Jugosławii, przeprowadzone w kwietniu 1941 roku w odwecie za zamach stanu, w wyniku którego grupa jugosłowiańskich oficerów obaliła rząd, który ratyfikował Pakt trzech. Bombardowanie miało miejsce w pierwszych dniach niemieckiej inwazji Osi na Jugosławię podczas II wojny światowej. Królewskie Jugosłowiańskie Siły Powietrzne (VVKJ) miały do dyspozycji tylko 77 nowoczesnych samolotów myśliwskich, aby bronić Belgradu przed setkami niemieckich myśliwców i bombowców, które rozpoczęły pierwsze uderzenie wcześnie rano 6 kwietnia. Trzy dni wcześniej major VVKJ Vladimir Kren przeszedł na stronę Niemców, ujawniając wrogowi lokalizację wielu celów wojskowych i kody używane przez jugosłowiańskie lotnictwo.
Trzy kolejne fale bombowców zaatakowały Belgrad 6 kwietnia, a kolejne mniejsze ataki nastąpiły w kolejnych dniach. Naloty doprowadziły do paraliżu jugosłowiańskiego dowództwa cywilnego i wojskowego, poważnego zniszczenia infrastruktury Belgradu i wielu ofiar wśród ludności cywilnej. Inwazja lądowa rozpoczęła się kilka godzin wcześniej, a ataki powietrzne przeprowadzono również na lotniska VVKJ i inne strategiczne cele w całej Jugosławii. Wśród celów niemilitarnych zaatakowanych podczas bombardowania pierwszego dnia wojny znalazły się Biblioteka Narodowa, która spłonęła doszczętnie z setkami tysięcy książek, a także Ogród Zoologiczny w Belgradzie.
W odwecie za inwazję na Jugosławię, która poddała się 17 kwietnia, brytyjska Royal Air Force (RAF) przeprowadziła dwa naloty bombowe na Sofię, stolicę Bułgarii, która wzięła udział w podziale Jugosławii. Starszy oficer Luftwaffe odpowiedzialny za bombardowanie, gen. płk Alexander Löhr, został schwytany przez Jugosłowian pod koniec wojny, osądzony i stracony za zbrodnie wojenne, w tym za udział w bombardowaniu Belgradu. Kren został aresztowany w 1947 roku pod zarzutem zbrodni wojennych, których dopuścił się w związku z pełnieniem przez niego funkcji dowódcy Sił Powietrznych Niepodległego Państwa Chorwackiego. Wydany władzom komunistycznej Jugosławii, stanął przed sądem, został uznany winnym wszystkich postawionych mu zarzutów i stracony w 1948 roku.
Bombardowanie Belgradu zostało szeroko przedstawione w serbskiej literaturze i filmie i jest uznawane za część martyrologii narodowej Serbów.

## Tło

### Jugosłowiański zamach stanu
Po niemieckim Anschlussie Austrii w 1938 roku Jugosławia dzieliła granicę z III Rzeszą i znajdowała się pod coraz większą presją polityczną państw Osi, ponieważ większość jej sąsiadów po kolei dołączała do tego bloku. W kwietniu 1939 roku Jugosławia uzyskała drugą granicę z Włochami, gdy te dokonały inwazji na Albanię. Między wrześniem a listopadem 1940 roku Węgry przystąpiły do Paktu trzech, Włochy najechały Grecję, a Rumunia również dołączyła do Paktu. Od tego czasu Jugosławia była niemal otoczona przez państwa Osi lub ich państwa satelickie, a jej neutralne stanowisko wobec wojny znalazło się pod ogromną presją. 14 lutego 1941 roku Adolf Hitler zaprosił premiera Dragišę Cvetkovicia i ministra spraw zagranicznych Aleksandara Cincar-Markovicia do Berchtesgaden, gdzie poprosił, aby Jugosławia również przystąpiła do Paktu. 1 marca do Paktu trzech dołączyła Bułgaria, a następnego dnia wojska niemieckie wkroczyły do Bułgarii z Rumunii, zamykając pierścień wokół Jugosławii.
Hitler wywierał dalszą presję 4 marca, gdy jugosłowiański regent, książę Paweł, odwiedził Berchtesgaden, lecz ten odwlekał podjęcie decyzji. 6 marca Królewskie Jugosłowiańskie Siły Powietrzne (VVKJ) zostały potajemnie zmobilizowane. Następnego dnia brytyjskie wojska rozpoczęły lądowanie w Grecji, aby wzmocnić obronę kraju przed Włochami. 12 marca VVKJ rozpoczęło rozlokowanie na lotniska polowe. Do 20 marca proces rozlokowania został zakończony. Hitler, chcąc zabezpieczyć swoją południową flankę w oczekiwaniu na zbliżającą się inwazję Niemiec na Związek Radziecki, zażądał, aby Jugosławia dołączyła do Paktu trzech. 25 marca rząd Jugosławii zastosował się do tego żądania. Dwa dni później grupa oficerów VVKJ i Jugosłowiańskiej Gwardii Królewskiej pod dowództwem generała brygady Borivoje Mirkovicia obaliła księcia Pawła w zamachu stanu. Zastąpił go jego 17-letni bratanek Piotr.

### Przygotowania
W dniu jugosłowiańskiego przewrotu Hitler wydał Dyrektywę 25, w której stwierdził, że zamach stanu zmienił sytuację polityczną na Bałkanach. Rozkazał, że „nawet jeśli Jugosławia na początku złoży deklarację lojalności, musi być traktowana jako wróg i dlatego ma zostać zniszczona tak szybko, jak to możliwe”. Niemieckie samoloty rozpoznawcze często naruszały jugosłowiańską przestrzeń powietrzną po zamachu stanu. Myśliwce VVKJ pozostały w stanie ciągłej gotowości. Niemiecki zwiad lotniczy wykazał, że jugosłowiańska sieć naziemnych posterunków obserwacyjnych i wspierająca je łączność radiowa były niewystarczające. Hitler zdecydował, że Belgrad zostanie zbombardowany jako kara za zamach stanu pod kryptonimem operacja Odwet (Unternehmen Strafgericht). 27 i 28 marca 1941 roku marszałek Rzeszy Hermann Göring przerzucił około 500 samolotów myśliwskich i bombowych z okupowanej Francji i północnych Niemiec na lotniska w pobliżu granicy z Jugosławią. Dowódca Luftflotte IV gen. płk Alexander Löhr, przydzielił te samoloty do ataków na stolicę Jugosławii na fale, które miały nadchodzić w dzień i w nocy. Löhr wydał rozkaz bombardowania 31 marca, ale decyzja o zbombardowaniu Belgradu nie została potwierdzona przez Hitlera aż do 5 kwietnia. Hitler nakazał całkowite zniszczenie Belgradu, ale w ostatniej chwili Löhr zastąpił te ogólne wytyczne konkretnymi celami wojskowymi w obrębie miasta.
3 kwietnia major Vladimir Kren poleciał samolotem Potez XXV do Grazu i przeszedł na stronę Niemców. Ujawnił lokalizacje wielu jugosłowiańskich lotnisk polowych, a także kody używane przez VVKJ. Ujawniono również lokalizację jugosłowiańskich centrów mobilizacji wojsk i schronów przeciwlotniczych w Belgradzie. Po południu 5 kwietnia brytyjski pułkownik odwiedził Mirkovicia w bazie VVKJ w Zemunie i poinformował go, że atak na Belgrad rozpocznie się o 6:30 następnego dnia. Poprzedniego dnia rząd jugosłowiański ogłosił Belgrad miastem otwartym na wypadek zbliżenia się do niego działań wojennych. Ambasada niemiecka poinformowała swój rząd, że Belgrad nie posiada żadnej obrony przeciwlotniczej, ale w celu uniknięcia oburzenia opinii publicznej niemiecka propaganda nazwała miasto „Twierdzą Belgrad”.
Do 6 kwietnia VVKJ zostały niemal całkowicie zmobilizowane i składały się z czterech brygad lotniczych z ponad 423 samolotami jugosłowiańskiej, niemieckiej, włoskiej, francuskiej, czechosłowackiej i brytyjskiej konstrukcji, w tym 107 nowoczesnych myśliwców i 100 nowoczesnych średnich bombowców. Poza niewielką liczbą lokalnie wyprodukowanych myśliwców Rogožarski IK-3, prawie wszystkie nowoczesne samoloty dostępne dla VVKJ były niemieckiej, włoskiej lub brytyjskiej konstrukcji, do których dostępna była ograniczona ilość części zamiennych i amunicji. Dostępne samoloty zostały rozproszone po całym kraju, a tylko 1 Brygada Myśliwska była wystarczająco blisko Belgradu, aby odpowiedzieć na atak na stolicę. W sumie 1 Brygada Myśliwska wystawiła do walki 56 myśliwców Messerschmitt Bf 109E-3a, 15 Hawker Hurricane MkI i sześć Rogožarski IK-3.

## Bombardowanie

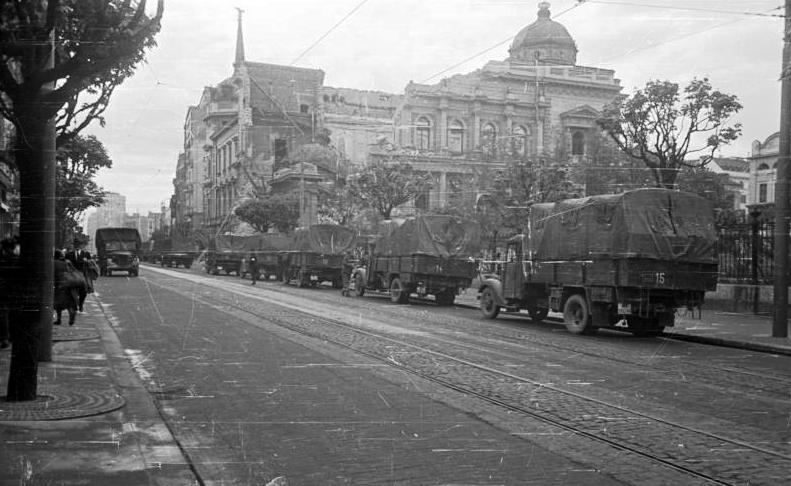
Zniszczony Stary Pałac w centrum Belgradu, trafiony podczas pierwszej fali bombardowań 6 kwietnia 1941

Niemieckie siły lądowe przekroczyły granicę jugosłowiańską o 5:15 6 kwietnia, a minister propagandy Rzeszy, Joseph Goebbels, ogłosił wypowiedzenie wojny przez Niemcy o 6:00. Jugosłowiańska obrona przeciwlotnicza wywołała fałszywy alarm, gdy zgłosiła zbliżający się nalot ze strony Rumunii o 3:00 nad ranem, ale stanowiska nasłuchowe na granicy rumuńskiej odnotowały, jak silniki samolotów stacjonującego w Rumunii Fliegerführer Arado rozgrzewały się na długo przed startem. 51 Grupa Myśliwska VVKJ w Zemunie została zaalarmowana przed świtem, a gdy zaczęły napływać raporty o atakach Luftwaffe na lotniska VVKJ, wysłano w powietrze pierwszy patrol. Początkowo nie było widać żadnego samolotu zbliżającego się do Belgradu.
Pierwsza fala zbliżyła się do miasta między 6:30 a 6:45 i składała się z 74 bombowców nurkujących Junkers Ju 87 Stuka oraz 160 średnich bombowców Heinkel He 111 i lekkich bombowców Dornier Do 17 lecących na wysokości 2400–3000 m. Eskortowały je ciężkie myśliwce Messerschmitt Bf 110 na wysokości 3400–3700 m i 100 myśliwców Messerschmitt Bf 109E na wysokości 4600 m. Cała jugosłowiańska 6 Brygada Myśliwska, składająca się z 51 Grupy Myśliwskiej w Zemunie i 32 Grupy Myśliwskiej w Prnjavorze, w sumie 29 Messerschmittów Bf 109E i pięć Rogožarski IK-3, została poderwana w celu przechwycenia Niemców. Jugosłowianie zostali szybko związani walką przez eskortujące Messerschmitty Bf 109E z Jagdgeschwader 77 (JG 77). Gdy pierwsza fala odlatywała, Hurricane’y z 52 Grupy Myśliwskiej 2 Pułku Myśliwskiego z Kniucia nadleciały nad Belgrad i zaatakowały kilka bombowców nurkujących, twierdząc, że zestrzelono jednego sztukasa. Podczas pierwszego ataku Jugosłowianie twierdzili, że zestrzelono piętnaście niemieckich samolotów i stracili pięć własnych, a sześć kolejnych zostało poważnie uszkodzonych. Piloci JG 77 twierdzili, że zestrzelono dziesięć jugosłowiańskich maszyn, a sześć zniszczono na ziemi. Po powrocie do bazy dowódca 51 Grupy Myśliwskiej został zwolniony ze stanowiska za brak działań. Pierwsza fala uderzyła w elektrownię w Belgradzie, pocztę główną, stację telegrafu i mniejsze urzędy pocztowe, siedzibę Ministerstwa Armii i Marynarki Wojennej, budynek Jugosłowiańskiego Naczelnego Dowództwa, akademię wojskową, pałac królewski w Dedinje, koszary straży królewskiej w Topčiderze, kwaterę główną dowództwa żandarmerii i lotnisko w Zemunie, a także w inne cele.
Zaraz po pierwszej fali król Piotr, rząd Jugosławii i Naczelne Dowództwo opuściło Belgrad, wycofując się do górzystego wnętrza Jugosławii z finalnym zamiarem udania się na wygnanie. Druga fala niemieckich samolotów przybyła nad Belgrad około godziny 10:00, składając się z 57 bombowców nurkujących Ju 87 i 30 myśliwców Bf 109E. Spotkało ich 15 pozostałych myśliwców z 6 Brygady Myśliwskiej. Tym razem Jugosłowianie twierdzili, że dwa bombowce nurkujące zostały zmuszone do awaryjnego lądowania, a jeden Bf 109E został zestrzelony. Patrol Bf 109E z jugosłowiańskiej 31 Grupy Myśliwskiej z siedzibą w Kragujevacu, działający bez rozkazu dowódcy grupy, podążał za Niemcami, gdy ci wracali do swoich baz i twierdził, że zestrzelono dwa bombowce nurkujące, co jednak spowodowało utratę obu jugosłowiańskich samolotów biorących udział w walce.

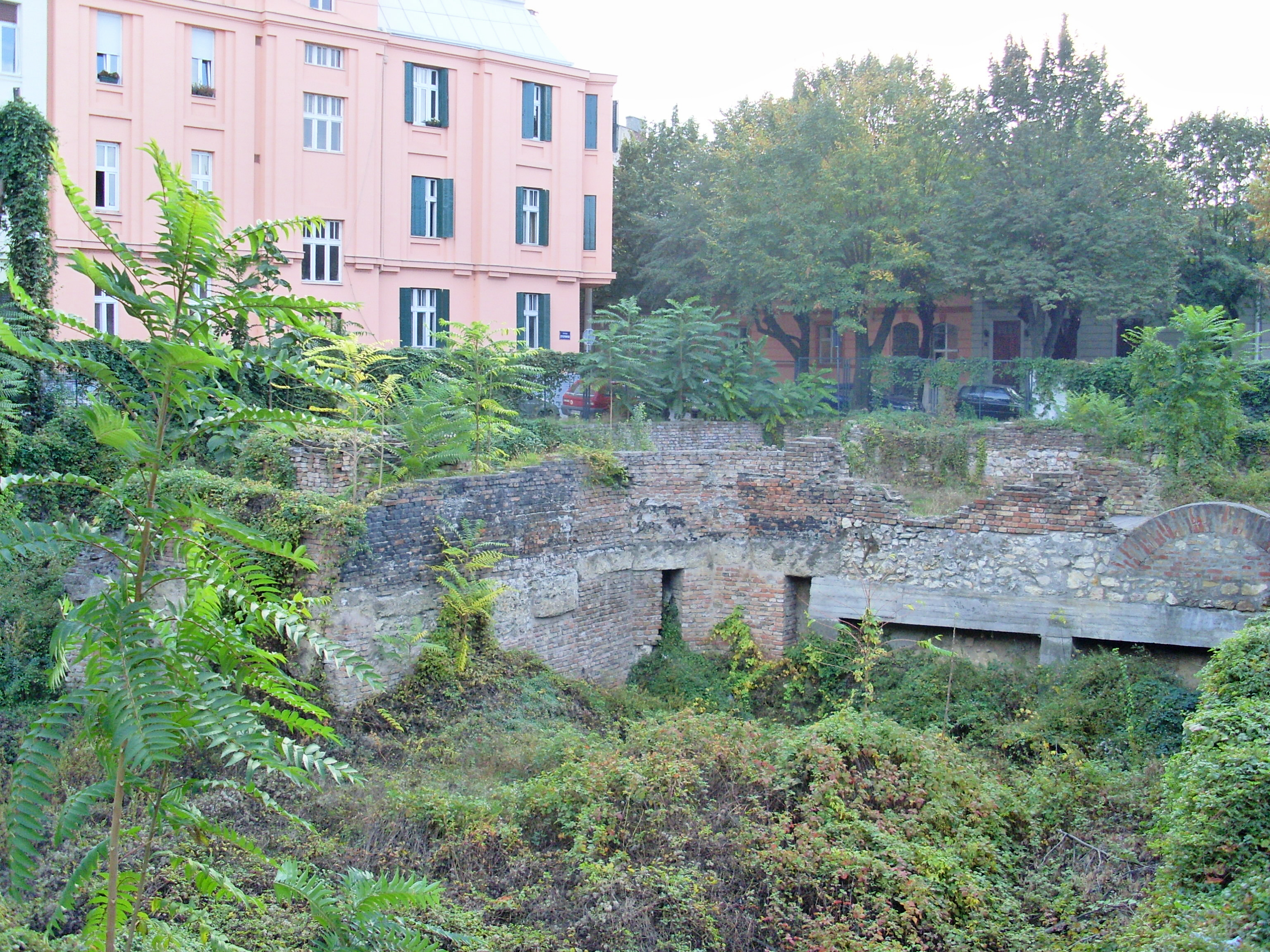
Ruiny starej Biblioteki Narodowej w Belgradzie zniszczonej przez bombardowanie 6 kwietnia 1941, zdjęcie z 2008 roku

Trzecia fala uderzeniowa uderzyła o 14:00, składała się z 94 dwusilnikowych bombowców lecących z lotnisk w pobliżu Wiednia, eskortowanych przez 60 myśliwców. Tę falę zaatakowało 18 myśliwców 6 Pułku Myśliwskiego, które zestrzeliły cztery niemieckie samoloty. Czwarty atak tego dnia zbliżył się do Belgradu o 16:00, składał się z 97 bombowców nurkujących i 60 myśliwców.
Niemcy zgłosili zniszczenie 19 jugosłowiańskich myśliwców Bf 109E i czterech niezidentyfikowanych samolotów 6 kwietnia. Rzeczywiste straty jugosłowiańskich samolotów pierwszego dnia wyniosły dziesięć zestrzelonych i piętnaście uszkodzonych maszyn. Jugosłowianie twierdzili, że zestrzelili dwadzieścia dwa niemieckie samoloty i zmusili dwa inne do lądowania. Niemcy stracili dwanaście samolotów, znacznie mniej niż twierdzili Jugosłowianie: dwa lekkie bombowce Do 17Z, pięć ciężkich myśliwców Bf 110, cztery bombowce nurkujące Ju 87 i jeden myśliwiec Bf 109E. Jednym z pilotów Luftwaffe, który odniósł swoje pierwsze zwycięstwo nad Belgradem 6 kwietnia, był por. Gerhard Koall z Jagdgeschwader 54. Przez całą karierę zaliczono mu w sumie 37 zwycięstw i odznaczono Krzyżem Rycerskim Krzyża Żelaznego w 1944 roku.
Niemieckie bombowce i bombowce nurkujące zrzuciły na stolicę 241–403 ton bomb i materiałów zapalających. Słabe VVKJ i niewystarczająca obrona przeciwlotnicza Belgradu krótko próbowały stawić czoła przytłaczającemu atakowi Luftwaffe, ale zostały wyeliminowane jako realne zagrożenie już podczas pierwszej fali. Źródła różnią się co do liczby zestrzelonych niemieckich samolotów. Badania specjalistów armii amerykańskiej opublikowane po raz pierwszy w 1953 roku stwierdzają, że Luftwaffe straciła dwa samoloty myśliwskie, zestrzeliła 20 jugosłowiańskich samolotów i zniszczyła kolejne 44 na ziemi Historyk wojskowości Daniel L. Zajac pisze, że Niemcy stracili 40 samolotów podczas dwudniowej bitwy powietrznej. Inne źródło wskazuje na utratę 14 niemieckich samolotów 6 kwietnia. Bombowce nurkujące w kolejnych falach były w stanie operować na wysokości dachów.
Według historyka Stevana K. Pavlowitcha bombardowanie Belgradu trwało przez trzy dni. Inne źródła podają, że bitwa powietrzna nad Belgradem trwała tylko dwa dni z powodu złych warunków pogodowych 8 kwietnia. Najważniejszą zniszczoną instytucją kulturalną w mieście była Biblioteka Narodowa, która została trafiona bombami i całkowicie spalona. Zniszczeniu uległy setki tysięcy rzadkich książek, map i średniowiecznych rękopisów. Uderzono również w Zoo w Belgradzie, co spowodowało, że przestraszone zwierzęta uciekły na ulice.

## Brytyjski odwet
37 Dywizjon RAF przeprowadził dwa naloty bombowe na Sofię, stolicę Bułgarii, w odwecie za bombardowanie Belgradu. Używając bombowców Vickers Wellington stratujących z lotniska w Grecji, dywizjon przeprowadził naloty w nocy 6/7 kwietnia i 12/13 kwietnia, zrzucając łącznie 34 tony bomb odłamkowo-burzących na cele kolejowe i pobliskie obszary mieszkalne. Naloty te przeprowadzono pomimo faktu, że Wielka Brytania nie była w stanie wojny z Bułgarią aż do 12 grudnia 1941 roku. Historyk Herman Knell nazywa odwetowe uzasadnienie tych nalotów „dziwnym i nieprawdopodobnym”. Historycy lotnictwa Shores, Cull i Malizia wskazują, że naloty te były atakami na linie komunikacyjne sił niemieckich atakujących Grecję i Jugosławię oraz zauważają, że nalot z 6/7 kwietnia miał na celu pociąg z amunicją oraz inne instalacje w Sofii, a nalot z 12/13 kwietnia uderzył w stacje rozrządowe kolei. Inne podobne cele w Bułgarii zostały zaatakowane przez RAF podczas kampanii bałkańskiej.

## Następstwa i pamięć

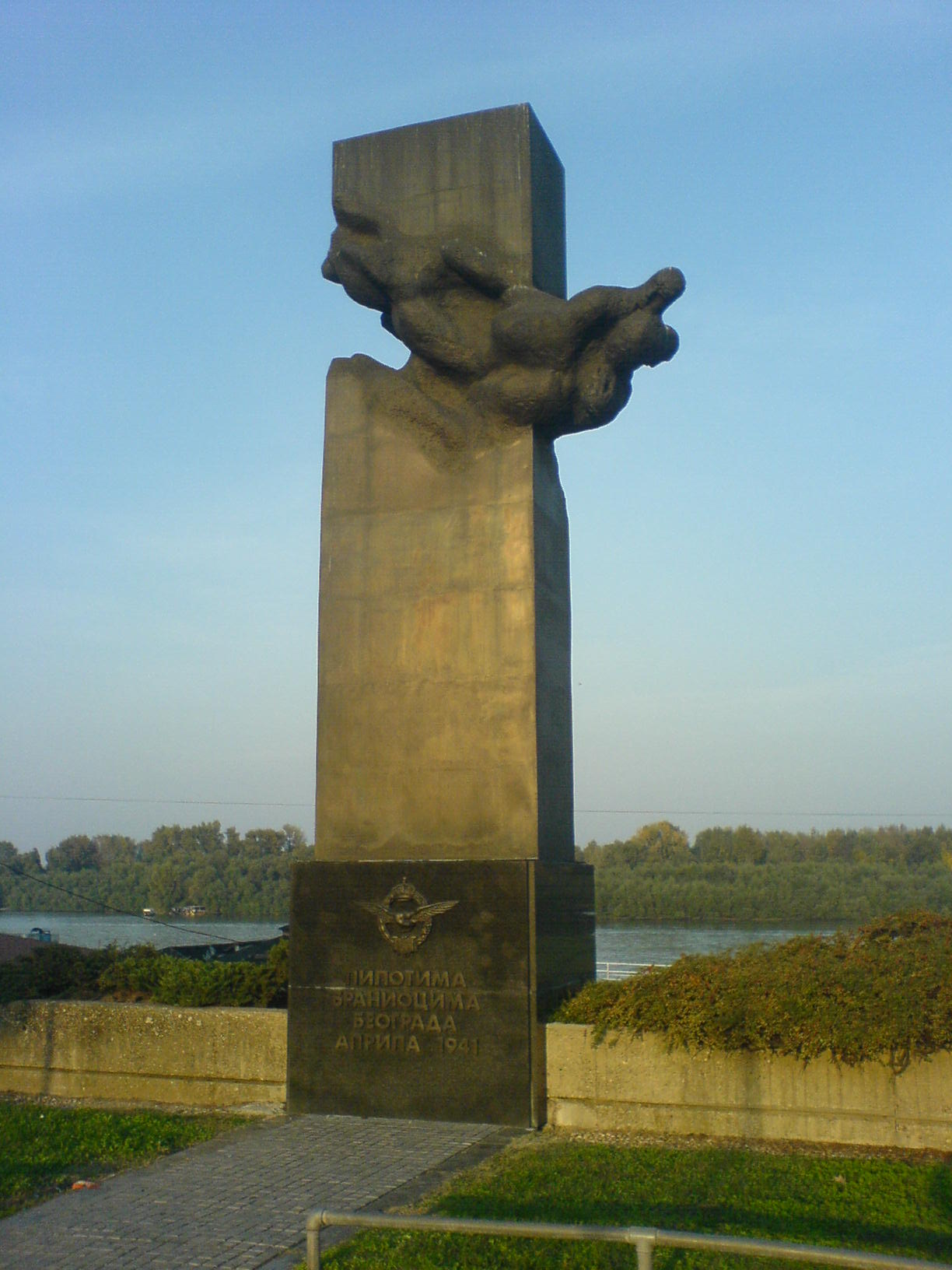
Pomnik jugosłowiańskich pilotów poległych podczas obrony Belgradu, odsłonięty w 1997 roku w Zemunie

Bombardowanie Belgradu sparaliżowało komunikację pomiędzy jugosłowiańskim wojskiem a jego kwaterą główną i przyczyniło się w decydujący sposób do szybkiego upadku jugosłowiańskiego oporu. Ofiary wśród ludności cywilnej były znaczne, ale źródła podają różne liczby, wahającego się od 1500 do nawet 17 000 zabitych. Liczba ofiar cywilnych zwiększyła się wskutek ujawnienia Niemcom lokalizacji schronów przeciwlotniczych przez zdradę majora Krena. Oficjalna liczba ofiar opublikowana przez władze okupacyjne wkrótce po bombardowaniu wynosiła 2271 zabitych. Inne źródła podają liczbę od 5000 do 10 000 ofiar śmiertelnych, a późniejsze jugosłowiańskie szacunki były jeszcze wyższe. Historyk Jozo Tomasevich pisze, że wyższe szacunki zostały obniżone po „starannych powojennych badaniach” i wskazuje, że liczba między 3000 a 4000 jest bardziej realistyczna.
Belgrad został zajęty 13 kwietnia 1941 roku, a cztery dni później Jugosławia skapitulowała. Następnie inżynierowie Luftwaffe przeprowadzili ocenę zniszczeń spowodowanych bombardowaniem. W raporcie stwierdzono, że zrzucono 218,5 t bomb, z czego 10 do 14 procent stanowiły bomby zapalające. Wymieniono wszystkie cele bombardowania, wspomniano, że zrzucono siedem min lotniczych i że obszary w centrum oraz na północny zachód od miasta zostały zniszczone, co stanowiło 20 do 25 procent jego całkowitej powierzchni. Niektóre aspekty bombardowania pozostają niewyjaśnione, w szczególności użycie min lotniczych. Belgrad doznał poważnych zniszczeń, szczególnie jego systemy wodociągowe i elektryczne. Pavlowitch stwierdza, że prawie 50 procent budynków mieszkalnych w Belgradzie zostało uszkodzonych. Po zajęciu miasta Niemcy zmusili od 3500 do 4000 Żydów do zebrania gruzu powstałego w wyniku bombardowania. Niewybuchy niemieckich bomb są nadal odkrywane na obszarze miasta.
Löhr został schwytany przez jugosłowiańskich partyzantów 9 maja 1945 roku, uciekł, lecz został ponownie złapany 13 maja. Był intensywnie przesłuchiwany, po czym został osądzony przed jugosłowiańskim sądem wojskowym pod zarzutem zbrodni wojennych, z których jedna dotyczyła jego dowodzenia Luftflotte IV podczas operacji Odwet. Löhr został skazany przez jugosłowiański sąd wojskowy na karę śmierci. Został stracony 26 lutego 1947 roku. Po inwazji Kren został mianowany dowódcą Sił Powietrznych Niepodległego Państwa Chorwackiego. Został aresztowany we Włoszech w marcu 1947 roku i wydany Jugosławii, gdzie został osądzony pod zarzutem zbrodni wojennych niezwiązanych z kwietniowym bombardowaniem – za rolę w atakowaniu cywilów przez lotnictwo NDH. Został uznany za winnego wszystkich zarzutów i stracony w 1948 roku.
Bombardowanie Belgradu zostało przedstawione w jugosłowiańskich filmach fabularnych: Kto tam śpiewa (Ko to tamo peva) z 1980 w reż. Slobodana Šijana oraz Underground (Podzemlje) w reż. Emira Kuturicy z 1995 roku. Jest to również temat wiersza Miodraga Pavlovicia pt. Belgrad 1941 (Beograd 1941). Serbsko-amerykański poeta Charles Simic, który przeżył bombardowanie, napisał wiersz zatytułowany Cameo Appearance, w którym opowiedział o swoich przeżyciach. 6 kwietnia 1997 roku w Zemunie został odsłonięty pomnik upamiętniający jugosłowiańskich pilotów poległych w obronie Belgradu. Zaprojektował go rzeźbiarz Miodrag Živković. 6 kwietnia 2016 roku, w 75. rocznicę bombardowania, odbyło się nabożeństwo żałobne ku czci ofiar, w którym wziął udział serbski minister pracy, zatrudnienia, weteranów i polityki społecznej Aleksandar Vulin. W czerwcu 2017 roku ogłoszono, że teren, na którym znajdują się zniszczone fundamenty Biblioteki Narodowej, zostanie przekształcony w ogród pamięci.